# 巴利莫利
巴利莫利，是西班牙加泰罗尼亚塔拉戈纳省的一个市镇。总面积17平方公里，总人口1292人（2001年），人口密度76人/平方公里。